# Muelle de la Compañía de Tharsis
El muelle de la Compañía de Tharsis es un muelle-embarcadero situado en el municipio español de Huelva, a orillas del río Odiel. Las instalaciones fueron levantadas por la Tharsis Sulphur and Copper Company Limited y estuvieron en servicio durante el período 1871-1993. 
Construido en la segunda mitad del siglo XIX, históricamente esta instalación fue empleada para la carga en buques mercantes del mineral procedente de las minas de Tharsis. El muelle servía al ferrocarril Tharsis-Río Odiel, con el cual estaba conectado a través de un ramal. El muelle se mantuvo operativo hasta comienzos de la década 1990, época en que fue cerrado. Actualmente constituye, junto con el Muelle de mineral de la compañía Riotinto, la única construcción de esta tipología que permanece en pie en la ciudad de Huelva. Desde 1997 está protegido con la catalogación de Bien de Interés Cultural (BIC).

## Historia

### Construcción y años de esplendor
Desde la década de 1850 se pusieron en explotación diversos yacimientos localizados en la cuenca minera de Tharsis-La Zarza, en la provincia de Huelva, realizándose varios proyectos para enlazar por ferrocarril estas minas con la costa marítima. En un principio fue la francesa Compagnie des Mines de Cuivre de Huelva la que apadrinó esta idea, aunque diversas dificultades echarían por tierra el proyecto. Sería finalmente la británica The Tharsis Sulphur and Copper Company Limited la que materializó este trazado ferroviario, que además contaría en su terminal con un muelle-embarcadero de minerales situado en la zona de Corrales, en la margen izquierda de la ría del Odiel. Los autores del proyecto fueron los ingenieros británicos William Moore y James Pring.
El muelle embarcadero se construyó en 1870, teniendo inicialmente una longitud de 809 metros y una sola vía. Este diseño —puntero en la Europa del siglo XIX— incluía una serie de pilotes de fundición en color negro que soportaban la estructura del muelle y la diversa maquinaria encargada de la descarga de vagones a lo largo de 800 metros. La parte final, en curva a la derecha, se bifurcaba en diferentes muelles. Las obras corrieron a cargo de la The Tharsis Sulphur and Copper Company Limited, siendo la primera instalación de este tipo que se levantó en la provincia de Huelva. Entraría en servicio en 1871, junto al ferrocarril procedente de las minas de Tharsis. En poco tiempo las instalaciones soportaron una gran actividad, teniendo un tráfico que para 1912 llegó a las 582.000 toneladas de mineral. Debido a que el muelle original acabó quedando anticuado y resultaba insuficiente para un volumen de actividad tan elevado, en 1915 la compañía de Tharsis solicitó a la administración una ampliación del mismo, que le sería concedida en julio de 1916. Se añadió una nueva cabeza al muelle y se construyó una caseta-oficina elevada para facilitar el paso de los trenes.
En la década de 1970 las instalaciones pasaron a manos de la Compañía Española de Minas de Tharsis, sucesora de la antigua empresa.

### Clausura y rehabilitación

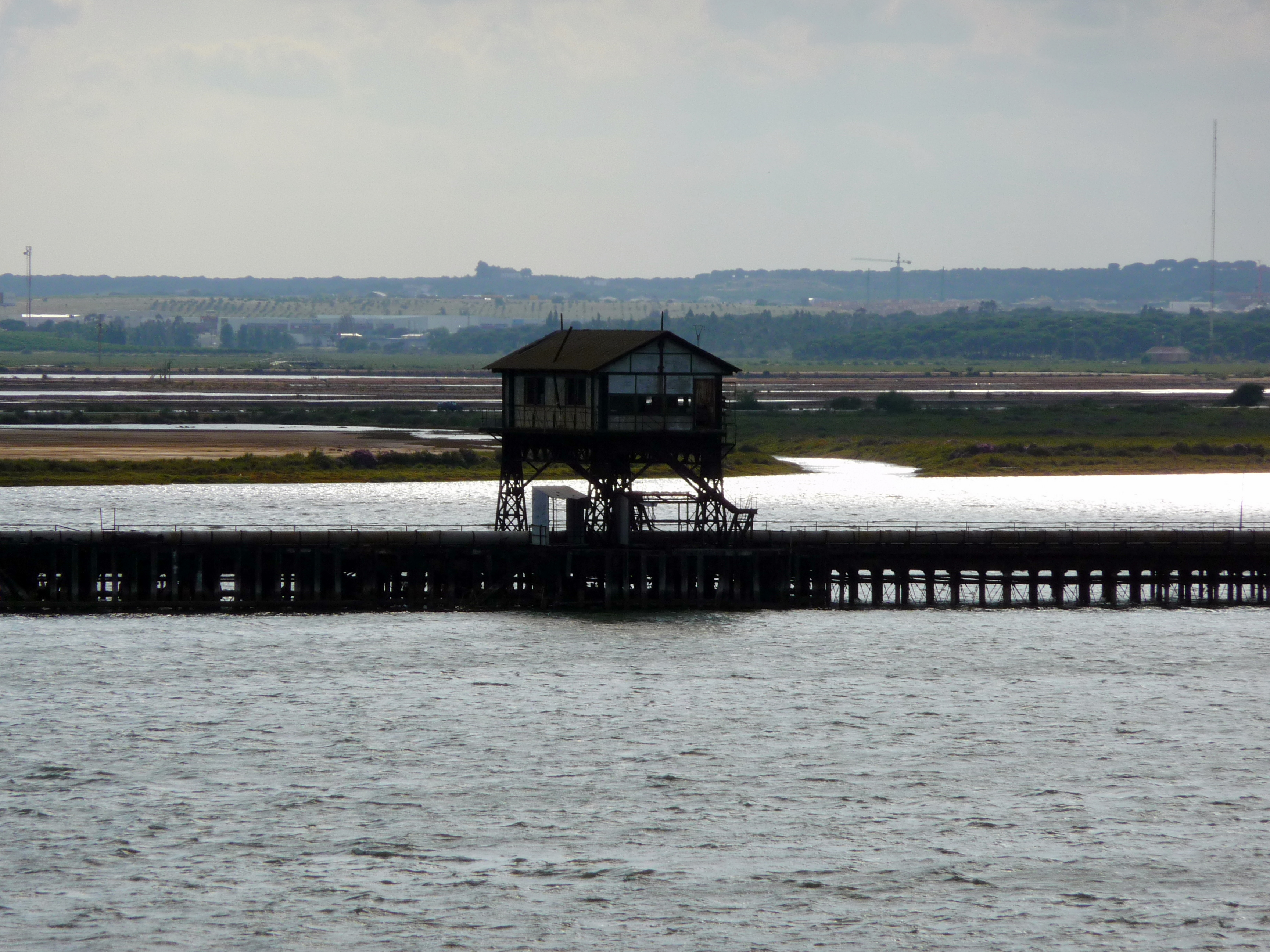
Antigua caseta-oficina y vista del parcial del muelle, en 2008.

El progresivo poco calado del río Odiel complicaba el acceso de los barcos mercantes, lo que acabaría llevando, en 1993, al cierre del muelle-embarcadero. Ese mismo año se iniciaron los trabajos para el desmantelamiento del material que prestaba servicio en el embarcadero, así como del propio muelle. Como resultado, parte de sus elementos se van a ir perdiendo o deteriorando de manera signifitiva, entre ellos el embarcadero diseñado en 1915. En 1994 se consiguió frenar el lento desguace al que se estaba sometiendo al puente. Tres años después fue declarado Bien de Interés Cultural, si bien su estado de conservación era crítico. 
En septiembre de 2003, tras haber expirado la concesión original a la compañía de Tharsis, la titularidad del muelle pasó a la Autoridad Portuaria de Huelva. En 2021 comenzaron las obras de restauración y puesta en valor. Actualmente no es visitable, pero puede ser visto desde el Puente-Sifón que une Huelva con Corrales.